# Average revenue per user
Average Revenue Per User (ARPU) significa a receita média por cliente (ou usuário).
É um indicador utilizado por empresas que oferecem serviços de assinatura para os clientes, por exemplo, empresas de telefonia móvel, IPTV (Internet Protocol Television), Internet e empresas de entretenimento que baseiam seus serviços em assinatura. É uma medida da receita gerada por um telefone do cliente, pager, etc, por unidade de tempo, geralmente por ano ou mês. Na telefonia móvel, o ARPU inclui não apenas as receitas cobradas para o cliente de cada mês para o uso, mas também a receita gerada a partir de chamadas recebidas, a pagar dentro do regime de regulação de interconexão. Em telefonia móvel, exclui-se a receita oriunda de venda de devices (telefones celulares, modems, tablets, etc), pois estes não fazem parte do core business da empresa.
Este KPI proporciona à empresa uma visão granular em uma base por usuário ou unidade e permite que ele para rastrear as fontes de receita e crescimento.
As operadoras de telefonia móvel e empresas de internet costumam oferecer conteúdo adicional a seus usuários sob a forma de Serviços de Valor Agregado (SVA), tais como aplicativos de streaming de música, assinaturas de revistas, antivírus, serviços de cloud storage, entre outros. Estes serviços são contabilizados no ARPU, gerando não só aumento da receita, mas também aumentando a fidelização.
No Brasil as empresas oferecem como informativo aos acionistas informações sobre ARPU, e outros KPI's importantes.

## Método de cálculo
Para calcular o ARPU, um período de tempo padrão deve ser definido, sendo mais comum a opção pela medição mensal. A receita total gerada por todas as unidades (assinantes pagantes ou dispositivos de comunicação) durante esse período é determinado. Em seguida, este valor é dividido pelo número de unidades.
Dado que o número de unidades possa variar de dia para dia, o número médio de unidades deve ser calculada ou estimada para um dado mês para se obter a figura ARPU mais precisa possível nesse mês.

## Outros indicadores relacionados
Também relacionado é ARPPU (Average Revenue Per Paying User - Receita Média por Usuário Pagante ), que é calculado pela mesma formula do ARPU, mas considerando-se apenas as unidades pagantes (em telefonia móvel, seria equivalente a dividir a receita líquida total apenas pelos usuários que efetuaram algum pagamento, expurgando da análise os usuários que não efetuaram nenhum pagamento). Isso gera um valor que é significativamente maior do ARPU.
Outra medida relacionada (mas menos usada) é o AMPU (Average Margin Per User - Margem Média por Usuário). Este KPI é uma medida da margem líquida trazida por usuário, e permite a análise da eficiência e saúde financeira da companhia, já que um determinado segmento de negócio pode apresentar ARPU baixo, porém AMPU elevado (denotando que seus serviços possuem baixo custo unitário, mas trazem uma margem atrativa).